# Parallelia lageos
Parallelia lageos är en fjärilsart som beskrevs av Achille Guenée 1852. Parallelia lageos ingår i släktet Parallelia och familjen nattflyn. Inga underarter finns listade i Catalogue of Life.